# Holiare
Holiare este o comună slovacă, aflată în districtul Komárno din regiunea Nitra. Localitatea se află la altitudinea de 110 m deasupra n.m., se întinde pe o suprafață de 9,88 km2 și în 2017 număra 483 de locuitori.

## Istoric
Localitatea Holiare este atestată documentar din 1257.

## Demografie
| An:                | 1994 | 2004   | 2014    | 2024   |
| ------------------ | ---- | ------ | ------- | ------ |
| Număr de persoane: | 425  | 413    | 493     | 458    |
| Diferență:         |      | −2,82% | +19,37% | −7,09% |

| An:                | 2023 | 2024   |
| ------------------ | ---- | ------ |
| Număr de persoane: | 463  | 458    |
| Diferență:         |      | −1,07% |